# MOS 6501

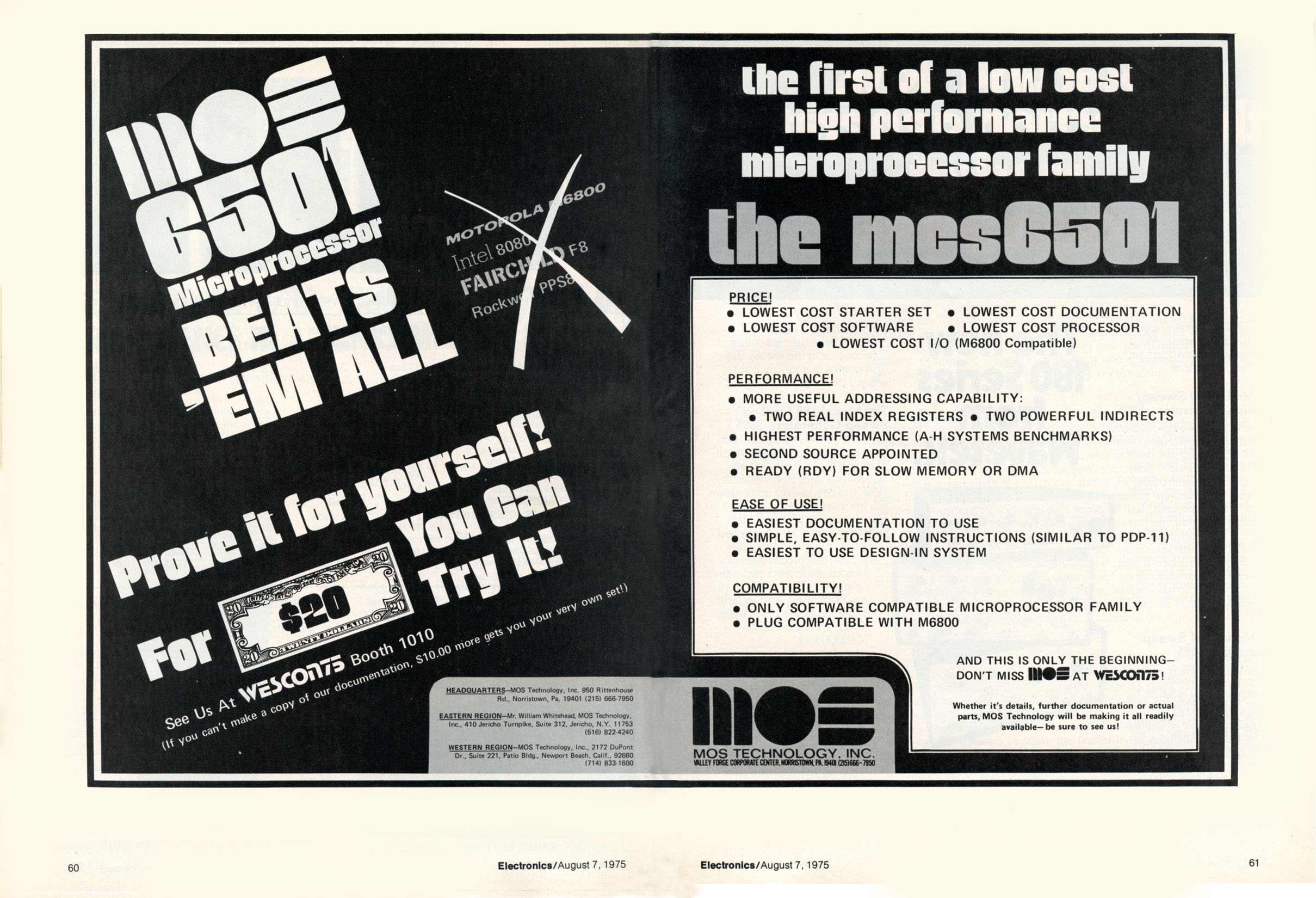
1975년 8월의 MOS 6501 소개 광고

MOS 6501은 모스 테크놀로지의 8비트 마이크로프로세서인 6500시리즈의 첫 번째 제품으로 발매당시 가격은 대량 구매시 개당 25달러였다.
6501은 모토로라 6800을 설계한 디자인 팀이 독립해 설계한 것으로 6800과 핀 호환성이 있지만 명령어가 달라 소프트웨어 호환성은 없었지만 6800에는 없는 몇가지 어드레싱 모드가 제공되었다.
모토로라는 6501의 핀 호환성에 대하여 소송을 걸었고 모스 테크놀로지는 모토로라의 소송 비용 보상과 6501를 회수하여 파기하기로 합의했다. 모스 테크놀로지는 6501의 핀 배치를 바꾸고 2단계의 클럭 제네레이터를 추가하여 단일 클럭 입력만으로 동작하는 MOS 6502를 출시하였다.

## 같이 보기
- 모스 테크놀로지